# Ann Nocenti
Ann Nocenti (New York, 17 gennaio 1957) è una fumettista, scrittrice, giornalista e regista statunitense nota per il suo lavoro alla Marvel Comics, in particolare per il suo ciclo sulla testata di Daredevil, sul quale hanno esordito i personaggi di Typhoid Mary e Cuore Nero. Per la casa delle idee è stata anche editor e scrittrice delle testate Nuovi mutanti e The Uncanny X-Men, introducendo nel mondo mutante i personaggi di Longshot, Mojo e Spirale.

## Biografia
Nocenti si avvicina ai fumetti in tenera età grazie ai suoi genitori, i quali avevano in casa diversi albi Archie Comics e antologie di classici come Pogo e Dick Tracy. Frequenta la State University of New York, periodo nel quale scopre i fumetti di Robert Crumb, e successivamente comincia a vivere in povertà guadagnandosi da vivere dipingendo e decorando dischi di zinco. La condizione di indigenza la spinge, nel 1982, a rispondere a un annuncio della Marvel Comics pubblicato su The Village Voice, nonostante non apprezzasse i fumetti di supereroi. Viene assunta appena ventenne e scrive la sua prima storia breve sotto la supervisione dell'editor Dennis O'Neil, poi pubblicata sul numero 32 della rivista antologica in bianco e nero Bizarre Adventures.
Divenuta assistente dell'editor-in-chief dell'epoca, Jim Shooter, comincia a lavorare attivamente come editor delle testate The Defenders, The Incredible Hulk, Marvel Fanfare, Star Wars, New Mutants e Uncanny X-Men. In veste di scrittrice, ottiene il suo primo incarico su una testata regolare di supereroi, Spider-Woman, della quale scriverà i numeri dal 47 al 50, ultimo albo prima della sua chiusura per scarse vendite.
Nel 1984 scrive la miniserie mutante di quattro numeri Beauty and the Beast, con protagonisti Dazzler e Bestia. A essa segue, l'anno dopo, la miniserie di sei numeri Longshot, disegnata da Arthur Adams, la quale introduce l'omonimo personaggio che diviene in breve tempo molto amato dai lettori.
Nel 1986, in seguito all'abbandono di Frank Miller della testata di Daredevil, l'editor Ralph Macchio affida a Nocenti l'incarico di sceneggiare la serie a partire dal numero 236. La run di Nocenti dura fino al numero 291 del 1991 e la vede collaborare con numerosi artisti di spessore come Barry Windsor-Smith, Greg Capullo, Mark Bagley, Todd McFarlane, Lee Weeks e, soprattutto, John Romita Jr, con il quale realizza due anni di storie.
Nel 1988 scrive le graphic novel Inhumans, disegnata da Bret Blevins, e Someplace Strange, disegnata da John Bolton, molto apprezzata dalla critica.
Conclusa la sua run su Daredevil, nel 1993 debutta per la linea Vertigo della DC Comics con la serie Kid Eternity, disegnata da Sean Phillips.
Nel 1998 decide di ritirarsi dal mondo del fumetto per dedicarsi ai suoi progetti da filmaker e giornalista, scrivendo solo alcuni albi sporadici, come la miniserie Batman & Poison Ivy: Cast Shadows nel 2003 e una storia breve del numero 500 di Daredevil nel 2009. In questo periodo scrive e lavora come editor per testate giornalistiche quali Details, Print, Filmmaker, High Times, The Nation, Utne e Scenario. La sua esperienza come filmaker e insegnante di cinema, durante due anni trascorsi nella Haiti post terremoto, è testimoniata dal reportage Goudou Goudou per HiLowBrow.com.
Nel 2012 torna in pianta stabile a sceneggiare fumetti con la serie Green Arrow della DC Comics, rilanciata in seguito al reboot The New 52. Poco dopo prende le redini di Catwoman, lancia le testate Katana e Klarion, dedicata all'omonimo personaggio creato da Jack Kirby, interrotta prematuramente.
Nel 2017 viene contattata dall'editor della Dark Horse Comics, nonché fondatrice della linea Vertigo, Karen Berger, che le propone di realizzare storie per la sua nuova collana, la Berger Books. Nocenti realizza per quest'ultima le miniserie The Seeds (2018) con David Aja e Ruby Falls (2020) con Flavia Biondi.

## Stile e tematiche
Vicina alle ideologie della sinistra radicale Ann Nocenti inserisce soventemente nelle sue opere tematiche socio-politiche quali corruzione dei governanti, femminismo, diritti degli animali ed economia, sperimentando diverse forme narrative che forniscono alle sue storie un'estetica allucinatoria e impressionista. Le sue principali ispirazioni sono i film noir e degli anni ’70 diretti da registi come Michelangelo Antonioni e Akira Kurosawa. In campo letterario ha espresso apprezzamenti per gli scrittori Damon Runyon, Joseph Mitchell e AJ Lee. Tra i suoi mentori in campo fumettistico si annoverano Dennis O'Neil e Mark Gruenwald.

## Omaggi
- Nella fotografia scattata da Eliot R. Brown e utilizzata come copertina dell'albo Spider-Woman #50, sono presenti sullo sfondo diversi editor Marvel, tra cui la stessa Nocenti, che indossa il costume di Tigra[3][11].
- Appare nell'albo The Avengers #215 nelle vesti di una segretaria di un'agenzia pubblicitaria visitata da Steve Rogers[3][11].
- Compare come cameo in The Incredible Hulk #291[3][11].
- Arthur Adams ha disegnato il personaggio di Ricochet Rita sulle fattezze di Ann Nocenti[3][11].
- Il vero nome del personaggio di Longshot nell'Universo Ultimate è Arthur Centino, in riferimento ai suoi creatori ("Centino" è l'anagramma di "Nocenti")[3][11].

## Opere

### DC Comics
- Batman & Catwoman: Trail of the Gun #1–2 (2004)
- Batman/Poison Ivy: Cast Shadows (2004)
- Batman: Gotham Knights #38: "Black & White" (2003)
- Green Arrow #7–16 (2012–2013)
- Catwoman #0, 13–34 (2012–2014)
- Justice League Dark #23.1 (2013)
- Katana #1–10 (2013)
- Kid Eternity vol. 2 #1–16 (1993–1994)
- Klarion #1–6 (2014–2015)
- Vertigo Jam #1 (1993)
- Young Romance: A New 52 Valentine's Day Special #1 (2013)

### Marvel Comics
- Amazing High Adventure #1–2 (1984–1985)
- The Amazing Spider-Man #295 (1987)
- Avengers #240–241 ("story consultant" only, 1984)
- Beauty and the Beast #1–4 (1984–1985)
- Bizarre Adventures #32 (1982)
- Classic X-Men #25, 27, 28, 30–34, 38, 39, 44 (1988–1990)
- Daredevil #236, 238–245, 247–257, 259–291, 500 (1986–1991, 2009)
- Daredevil: Black and White (text story with illustrations, one-shot, 2010)
- Defenders #127 (1984)
- Doctor Strange #64 (1984)
- Girl Comics #3 (2010)
- Inhumans (graphic novel, 1988)
- Longshot #1–6 (1985–1986)
- Marvel Comics Presents #10–17, 109–116, 123–130, 150–151 (1989, 1992–1994)
- Marvel Fanfare #30, 40, 60 (1987, 1988, 1992)
- Marvel Holiday Special (1992, 1993)
- The New Mutants Summer Special (1990)
- Nightmare #1–4 (1994–1995)
- Someplace Strange (graphic novel, 1988)
- The Spectacular Spider-Man #133, 213–214, Annual #14 (1987, 1994)
- Spider-Man #17, 29–31 (1991–1993)
- Spider-Woman #47–50 (1982–1983)
- Star Wars #89 (1984)
- Toxic Crusaders #7 (1992)
- Typhoid #1–4 (1995–1996)
- Venom: The Madness #1–3 (1993–1994)
- Web of Spider-Man #33, Annual #1–2 (1985–1987)
- What If...? #40 (1992)
- Wolverine: Evilution (one-shot, 1994)

### Altri editori
- The All-New Exiles #9–10 (Malibu, 1995)
- Raw Periphery #1 (Slave Labor Graphics, 1997)
- The Seeds (Dark Horse Comics, 2018)
- Ruby Falls (Dark Horse Comics, 2020)